# Sphaericus selvagensis
Sphaericus selvagensis là một loài bọ cánh cứng trong họ Ptinidae. Loài này được Bellés miêu tả khoa học năm 2001.